# Délit civil intentionnel
En common law, le délit civil intentionnel  (anglais : intentional tort) est un délit civil résultant d'un acte intentionnel de la part de l'auteur du délit (le fautif présumé). 
Il est à distinguer du délit civil de négligence, qui résulte simplement de l'omission de l'auteur du délit de prendre suffisamment de précautions dans l'accomplissement d'une obligation due, tandis que les délits civils de responsabilité sans faute concernent des situations où une partie est responsable des blessures, peu importe les précautions ayant été prises.

## Pourquoi les délits civils intentionnels sont différents
Du point de vue de l'ordre public, les dommages-intérêts disponibles pour les délits intentionnels ont tendance à être plus généreux que pour les délits civils de négligence. Pour préserver le bien-être individuel et le bien-être global de la société, la société souhaite généralement dissuader ses membres de s'attaquer intentionnellement.
Par exemple, aux États-Unis, il est plus facile d'obtenir des dommages-intérêts punitifs, outre les dommages-intérêts compensatoires, si l'on peut prouver que le délit était intentionnel. De même, dans la plupart des États et territoires australiens, les délits civils intentionnels ne sont pas inclus dans la législation sur la responsabilité civile,  ce qui entraîne une exclusion du seuil pour préjudice et paiement de dommages-intérêts prévu par diverses restrictions législatives. 
Mais il est plus difficile de prouver les délits intentionnels car, comme pour de nombreux crimes, il faut prouver des éléments subjectifs impliquant le contenu de l'esprit du défendeur, et les défendeurs n'expriment pas toujours leur intention nuisible à haute voix ou par écrit.

## Comment opérer la distinction
La principale différence entre les délits civils intentionnels et les délits civils de négligence est que le demandeur doit prouver l'élément supplémentaire selon lequel le défendeur a agi avec l'intention spécifique d'accomplir (c'est-à-dire qu'il a agi avec un état mental d'exécuter intentionnellement) l'acte qui a constitué la cause proche du préjudice de la victime (la malveillance). 
Le concept d'intention dans les délits intentionnels n'exige pas que les défendeurs sachent que leurs actes causeront un préjudice aux demandeurs. Les défendeurs doivent savoir seulement que leurs actes entraîneront certaines conséquences. En vertu de doctrines telles que l'intention transférée, le demandeur n'a pas toujours besoin de prouver que le défendeur a agi dans l'intention de causer le préjudice spécifique qui s'est réellement produit.
Ce ne sont pas toutes les actions intentionnelles ne sont pas considérées comme un délit civil intentionnel. Supposons qu'un investisseur qui détient plus de la moitié des actions d'une société vote sur des changements que les autres actionnaires trouvent préjudiciables. Si les autres actionnaires subissent des dommages en conséquence, il ne s'agit pas d'un délit civil (dans la majorité des ressorts), car l'investisseur puissant avait le droit de voter comme il l'entendait. Ainsi, les autres actionnaires ne peuvent pas poursuivre l'investisseur susmentionné en dommages et intérêts. 
La Californie est l'exception notable à cette règle, du moins en ce qui concerne les sociétés fermées,). Si, toutefois, John Doe attaque physiquement un passant dans la rue, John est responsable de ces frais, car il est coupable du délit d'acte de violence. Les dommages réels ne sont pas requis pour un cas prima facie de batterie.